# مامورو شیگه‌میتسو
شیگه‌میتسو مامورو (به ژاپنی: 重光 葵 Mamoru Shigemitsu)؛ ۲۹ ژوئیه ۱۸۸۷ – ۲۶ ژانویهٔ ۱۹۵۷) سیاست‌مدار، وزیر امور خارجه ژاپن در اواخر جنگ جهانی دوم بود.